# Kalwaria Ujska

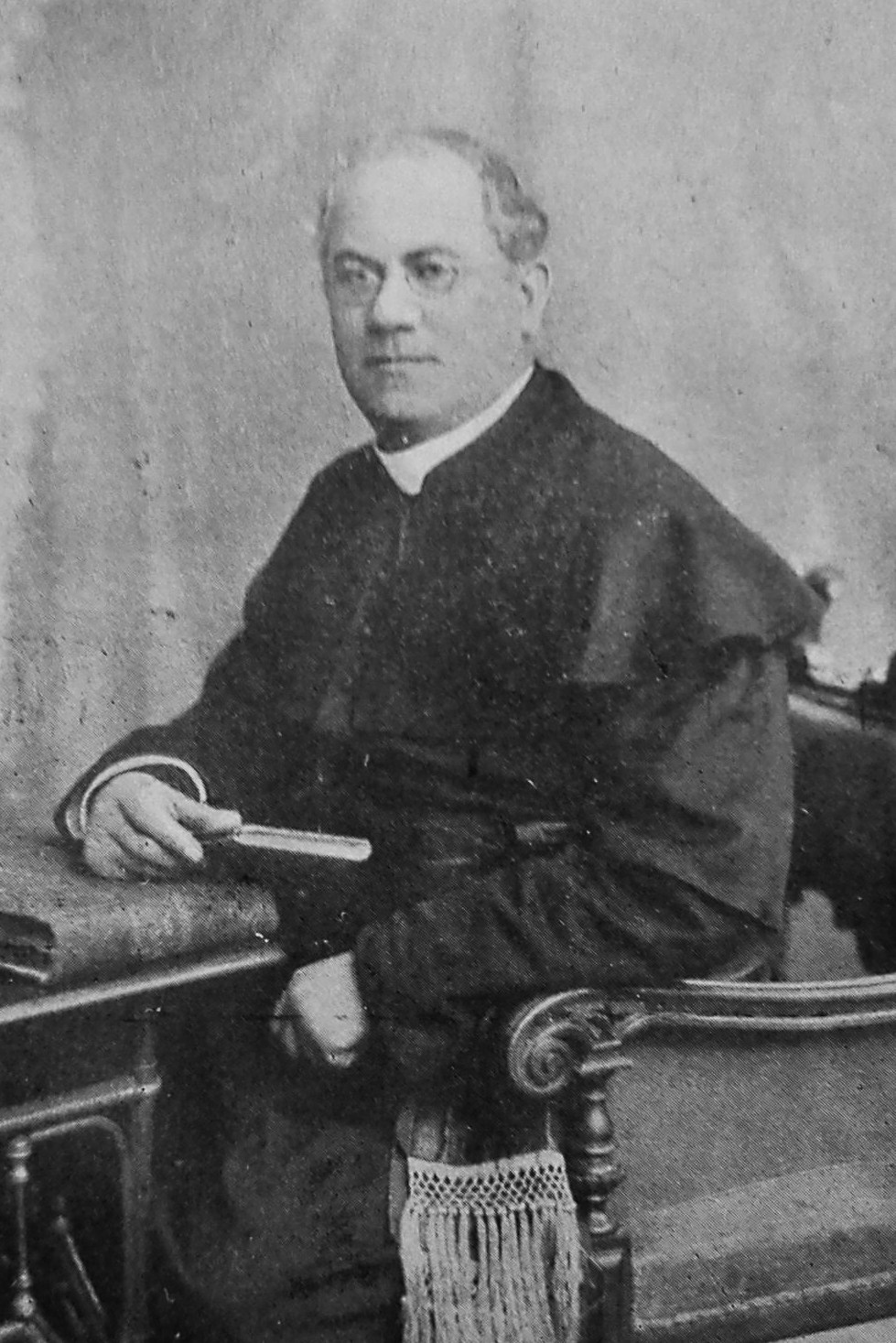
Ks. Franciszek Renkawitz

Kalwaria Ujska – zespół kaplic położonych na wzgórzach w miejscowości Ujście w województwie wielkopolskim. 

## Historia
Kalwaria powstała w latach 1893–1908 przy kościele św. Mikołaja w Ujściu. Pomysłodawcą utworzenia kalwarii był ówczesny proboszcz ks. Franciszek Renkawitz. 
Przygotowania do budowy rozpoczęto od wycięcia zarośli na przykościelnej górze w 1891 roku. Już dwa lata później stanęła I stacja, zastępując drewniany krzyż. W ciągu 16 lat wzniesiono 18 kaplic kalwaryjskich. Rozpoczął się ożywiony ruch pielgrzymkowy. Od 1895 roku, w każdą pierwszą niedzielę lipca odbywa się odpust z okazji Uroczystości Najdroższej Krwi Jezusa Chrystusa, którą do reformy soborowej obchodzono 1 lipca.
Kalwaria przetrwała w pierwotnym kształcie zaledwie pięćdziesiąt lat do roku 1942, w którym to na rozkaz zarządcy tzw. Kraju Warty Arthura Greisera, podczas okupacji niemieckiej proces burzenia rozpoczęli więźniowie obozu pracy w Ujściu. Burzenie kalwaryjskich kaplic zakończono w 1944 roku. Pozostał jedynie zameczek Belle Vue. Traktowany był jako punkt widokowy na dolinę Noteci). 
W 1946 r. z inicjatywy ks. proboszcza Jana Felickiego ustawiono, w miejscach dawnych stacji, drewniane krzyże, a w 1966 r. ruiny zameczku Belle Vue zostały zamienione na Kaplicę św. Grobu. Nocą 2 czerwca 1976 roku kolejny proboszcz ks. Florian Łodzig wraz z mieszkańcami usytuował w miejscach krzyży 14 stacji Drogi Krzyżowej.
Po 1989 roku nastąpiła możliwość odbudowy kaplic kalwaryjskich. Podjął się tego kolejny proboszcz ujskiej parafii ks. Marian Kozłowski. W 1998 r. poświęcono Kaplicę II nowej kalwarii, 6 czerwca 1999 r. Kaplicę I oraz X. Kaplica XIII została poświęcona w 2000 roku.

## Opis stacji
Stacja I
- Jej wysokość wynosiła 7 m, a szerokość 4. Zbudowana była z czerwonej cegły z wieżą na jej szczycie. Ołtarz I stacji służył do odprawiania mszy podczas lata. Kaplica posiadała swoje podziemie, w którym znajdowała się figura Jezusa związanego. Figura przetrwała wojnę i przez długi czas stała na Kalwarii w ciemnicy aż do czasu zbudowania Nowej Stacji II. Wtedy to figura została przeniesiona do kruchty kościoła pw. św. Mikołaja.

Stacja II
- Kształtem przypominała grecką świątynię. Posiadała 4 filary. Fundatorami kaplicy byli państwo Bialiżewscy z Poznania. We wnętrzach kaplicy znajdowały się trzy naturalnej wielkości figury (Jezusa i oprawców).

Stacja III
- Została zbudowana w 1895 roku i przedstawiała pierwszy upadek Jezusa. Miała kształt pieczary.

Stacja IV
- Budowla została wyświęcona 12 marca 1894 roku. Styl jej przypominał styl neomauretański. Motyw Stacji IV jak i Stacji I, IV oraz Stacji VIII zostały nagrodzone na wystawie światowej w Paryżu w 1889 roku. Pod łukiem nad wejściem do kaplicy znajdował się napis "Santa Maria ora pro nobis", co oznacza "Święta Mario, módl się za namu".

Stacja V
- Kaplica posiadała półkoliste wejście nad którym znajdował się trzymetrowy krzyż. We wnętrzu tacji znajdował się mozaikowy obraz Szymona Cyrenejczyka pomagającemu Chrystusowi nieść krzyż.

Stacja VI
- Zbudowana została na planie ośmiokąta w roku 1895. Ozdobiona została ciemnym szkłem i nawiązywała do stylu pogańskiego. Przy wejściu znajdowały się dwie kolumny połączone tympanonem, na którym znajdowało się oko symbolizujące Boga.

Stacja VII
- Kaplica została wzniesiona na planie sześciokąta, a wzorem do jej budowania były średniowieczne baptysteria. Pokrywała ją kopuła zakończona wieżyczką wykonaną w stylu bizantyjskim z drewnianym krzyżem. W jej wnętrzu znajdowała się mozaika przedstawiająca drugi upadek Chrystusa.

Stacja VIII

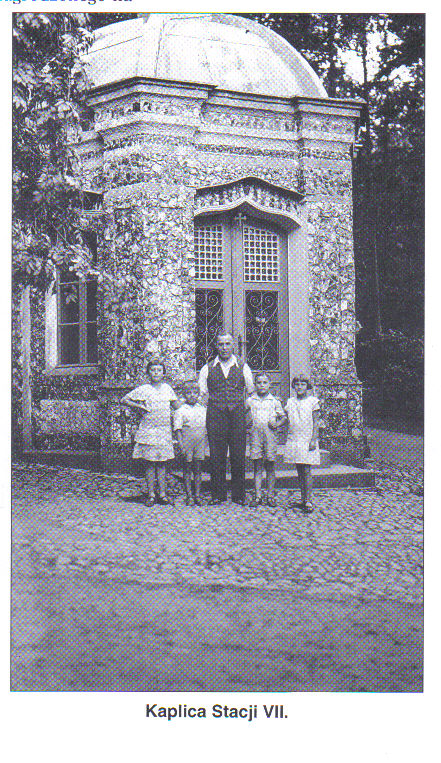
Kaplica VII starej kalwarii ujskiej na pocztówce z ok. 1910 r.

- Miała prostą budowę: 4 kolumny i oparty na nich dach. Znajdowała się tam tylko jedna ściana ze względu na obraz stacyjny. Kolumny pokrywał szary tynk z jasnozielonymi zdobieniami. Na frontowym dachu kapliczki umieszczono szklane tablice na których umieszczono 10 rzymskich cyfr oznaczających 10 przykazań Bożych. 1894 r. - to rok ukończenia tejże kaplicy.

Stacja IX
- Kształtem przypominała muzułmański meczet dzięki dwóm kolumnom zakończonym kopułami typowymi dla Islamu. Fasada wykonana została z mozaiki. Nad wejściem umieszczone zostały wykonane z granitowego szkła symbole wiary, nadziei i miłości.

Stacja X
- Podobnie jak Stacja III przypominała swym kształtem pieczarę. W jej wnętrzu został przedstawiony w formie figuralnej moment, gdy Jezus był odzierany z szat przez żołnierzy.

Stacja XI
- Kaplica jako ostatnia z całej Kalwarii została ukończona w 1908 roku. Kształtem przypominała tabernakulum i ustawiona została na podwyższeniu z brył czarnego szkła. Na łukowatym sklepieniu zostały usytuowane greckie litery: XP (greckie - Chi, Ro), A (Alfa), Ω (Omega). Pod literami A i Ω zostały umieszczone odpowiednio inicjały S.M i S.J oznaczające Święta Maria i Święty Józef. Pod figurami obrazu stacyjnego został umieszczony baranek oznaczający symbol Boskiego Zbawiciela.

Stacja XII
- Dzięki swej wielkości i ustanowieniu na niewielkiej górze stała się symbolem ujskiej Kalwarii. Miała dwa poziomy. Na poziomie II znajdował się krzyż z ciałem Jezusa. Pod krzyżem stały figurki Marii - matki Jezusa, klęczącej Marii Magdaleny oraz św. Jana wpatrującego się w Mistrza. Wzniesienie na którym znajdowała się kaplica podzielone było na tarasy z kamieniami i głazami oraz różnymi typami krzewów i kwiatów. Od fronty kaplicy widać było  mozaikowy ołtarz. Nad ołtarzem znajdował się anioł  trzymający tron z napisami "Chodźcie i uwielbiajmy" ("Venite adoremus"). Powyżej tronu został umieszczony kielich (złoty) z białą hostią. Pomiędzy kielichem modlili się aniołowie. W dolnej części ołtarza umieszczone zostały narzędzia męczeństwa: krzyż, włócznia, obcęgi, cierniowa korona, trzcina z gąbką, młotek, kostki i gwoździe.

Kaplica we wnętrzu poświęcona została Marii Magdalenie. Na ścianach można było przeczytać napisy odnoszące się do ludzkiego cierpienia i czyśćca (np. " Czyńcie pokutę", "Jeżeli pokutować nie będziecie, Wszyscy zginiecie"). Najniższy poziom kaplicy poświęcony został czyśćcowi. Panowała tam atmosfera pokuty i zadumy. W środku umieszczona została płaskorzeźba z mękami dusz w czyśćcu cierpiącymi. Przy wyjściu z kaplicy zobaczyć można było napis: "Postanowione jest człowiekowi raz umrzeć, a potem nastąpi sąd".
Stacja XIII

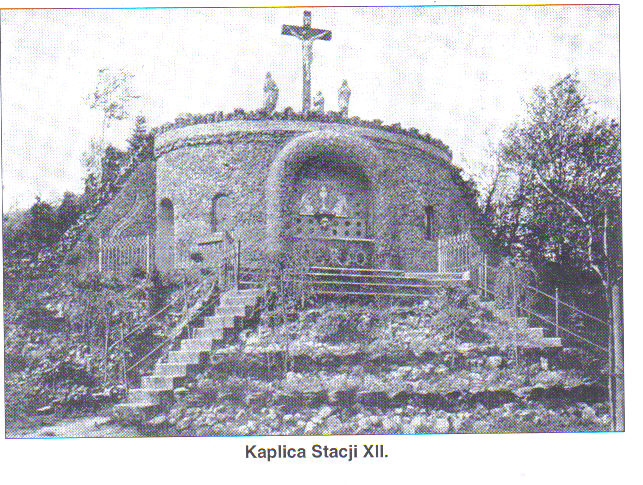
Dwupoziomowa kaplica starej Kalwarii

- W 1897 roku wraz ze Stacją XIV została oddana do użytku wiernych. Swoim kształtem przypominała ruiny zamku. W jej wnętrzu znajdował się obraz zdjęcia Chrystusa z krzyża na tle 3-metrowego krzyża z napisem Jezus Nazareński Król Żydowski (J.N.R.J). Obok zostali umieszczeni: Matka Jezusa, Maria Magdalena, Józef z Arymatei, Nikodem oraz św. Jan. Nad zasłonami ołtarza umieszczona została szklana tablica z modlitwą "Zdrowaś Maryja boleściś pełna...".

Stacja XIV
- Przypominała wykuty w skale grób. Wnętrze grobu pilnowała para klęczących aniołów (oraz para stojąca w innym miejscu). Przed kaplicą stały cztery filary oplecione bluszczem ze szkła. Przed wejściem do kaplicy stała para rzymskich żołnierzy broniących dostępu do jej wnętrza. Na szczycie kaplicy usytuowana była figura Chrystusa Chwalebnie Zmartwychwstałego. Do dziś zachowały się: figura jednego z mniejszych aniołów oraz figura Jezusa spoczywającego w grobie.

Grota Matki Boskiej z Lourdes
- Zbudowana została powyżej Stacji VI. Obok niej stała fontanna oraz groby fundatorów kalwarii. Fontanna ozdobiona została mozaiką i symbolizowała źródło jakie trysnęło ze skały w Lourdes. W kamiennej grocie zaobserwować mogliśmy Matkę Boską Chwalebną. Figurka ocalała przez II wojnę światową i w 1976 r. została umieszczona w Grocie na końcu kalwarii obok zamku "Belle Vue".

Święty Franciszek
- Znajdowała się pomiędzy Stacją VI a Stacją VII Starej Kalwarii. Naturalnej wielkości figura stanęła w 1896 r. na czterometrowym cokole. Teren przed pomnikiem stał się miejscem pochówku księdza fundatora Franciszka Renkawitza.

Kaplica Serca Jezusowego
- Jej budowę ukończono w 1901 r. Miała okrągłą budowę z czerwonych cegieł. Stała na skarpie naprzeciwko Stacji XII. Na szczycie stożkowatego dachu stanął kogut jako symbol czujności. We wnętrzu znajdowała się figura Jezusa wskazującego lewą ręką na Swoje Boskie Serce. Zgodnie z prośbą arcybiskupa Floriana Stablewskiego wnętrze kaplicy zostało wyłożone szarymi, czarnymi lub brunatnymi płytami marmurowymi.

Ogrójec
- Miał 8 m długości, 8 m wysokości i 6 m szerokości (głębi). Został zbudowany z wapiennych skał, tworzących jaskinie. W jaskini dolnej spali apostołowie, a w górnej anioł zbliżał się do Jezusa z kielichem. Pielgrzymi mogli podziwiać ogrójec od 1897 r.

Belle Vue
- Zameczek miał dwa przeznaczenia: jako punkt widokowy oraz zaplecze gastronomiczne i pamiątkarskie dla pielgrzymów oraz turystów zwiedzających Kalwarię.